# Sordin
 Der er for få eller ingen kildehenvisninger i denne artikel, hvilket er et problem. Du kan hjælpe ved at angive troværdige kilder til de påstande, som fremføres i artiklen.

En sordin er en dæmper. Betegnelsen bruges typisk om en dæmper på musikinstrumenter. På en violin samt andre strygere i samme familie, er en sordin en slags klemme, der sættes på stolen. Sordinen stopper nogle af svingningerne fra strengene, der bevæger sig via stolen til resonanskassen. På den måde dæmper en sordin instrumentets lyd. Sordiner er typisk lavet af hårdt gummi, men findes også i metal, hvis der skal lægges en ekstra dæmper på instrumentet